# 崔杞
崔杞（?—?），博陵郡安平县（今河北省衡水市安平县）人，出自博陵崔氏的博陵第二房，唐朝官员，唐顺宗的驸马。
崔真高祖父崔承福，越州、廣州二州都督，是崔仲方的孙子。曾祖父鄧州刺史崔先意。祖父滎陽郡長史崔巘。父亲崔淙，字君濟，同州刺史。崔杞娶唐顺宗的女儿东阳公主，拜駙馬都尉。唐文宗大和八年（834年）六月廿九日，以将作监、驸马都尉崔杞担任兖海沂密观察使。《白居易集》卷32有《送兖州崔大夫驸马赴镇》：“戚里夸为贤驸马，儒家认作好诗人。鲁侯不得辜风景，沂水年年有暮春。”